# Christian Steffani
Christian Steffani (23 luglio 1985) è un ex giocatore di football americano e allenatore di football americano austriaco, che ha giocato come wide receiver.
Nel suo periodo ai Calanda Broncos ha vinto il titolo europeo.

## Palmarès
- 1 Eurobowl (Calanda Broncos: 2012)